# Lester Albert Trimble
Lester Albert Trimble (Bangor (Wisconsin), 29 augustus 1923 – New York, 31 december 1986) was een Amerikaans componist, muziekpedagoog en muziekcriticus.

## Levensloop
Trimble groeide op in Milwaukee en begon met vioolles op 9-jarige leeftijd. Tijdens de Tweede Wereldoorlog speelde hij bij de United States Air Force Band. Na de oorlog deed hij zijn studie bij Nikolai Lwowitsj Lopatnikoff aan de Carnegie-Mellon Universiteit, in Pittsburgh. Eveneens was hij concertmeester van het symfonieorkest van het conservatorium. Aan het Berkshire Music Center in Tanglewood was hij leerling van Darius Milhaud en Aaron Copland. Van 1950 tot 1952 studeerde hij eveneens bij Darius Milhaud, Arthur Honegger en Nadia Boulanger aan het Conservatoire national supérieur de musique in Parijs.
In 1952 terug van Parijs woonde hij in New York en was muziekcriticus bij de New York Herald-Tribune en bij The Nation. Daarna werd hij docent en later professor voor compositie aan de Universiteit van Maryland. In 1964 was hij onderscheiden als Guggenheim Fellow voor compositie. In 1968 was hij werkzaam aan het Columbia-Princeton Electronic Music Center. Vanaf 1971 was hij professor aan de bekende Juilliard School of Music en later ook van het City College van de City University of New York (CUNY).
Als componist schreef hij voor verschillende genres. Hij werd onderscheiden met prijzen en beurzen van Koussevitzky Foundation Commission, met de Thorne Foundation Fellowship, met een prijs en een benoeming van de American Academy and Institute of Arts and Letters en van MacDowell Colony and
Yaddo. Hij was de eerste composer-in-residence bij het New York Philharmonic Orchestra onder Leonard Bernstein tijdens de concert saison 1967-1968. 

## Composities

### Werken voor orkest
- 1951 Symphony in Two Movements
- 1963 Five Episodes, voor orkest
- 1965 Concerto, voor fluit, hobo, klarinet en fagot met strijkorkest
- 1968 Symfonie Nr. 2
- 1968 Duo concertante, voor twee violen en orkest
- 1968 Sonic Landscape, voor orkest
- 1969 Notturno, voor strijkorkest
- 1974 Panels IV, voor 16 instrumentalisten
- 1978 Concerto, voor klavecimbel en orkest (opgedragen aan: Elaine Comparone)
- 1981 Concerto, voor viool en orkest
- 1983 Panels, voor orkest
- 1984 Processional Music
- 1985-1986 Symfonie No. 3 "The Tricentennial"
- Duo, voor orkest
- Pittsburgh Closing Piece, voor orkest
- Sinfonic, voor orkest

### Werken voor harmonieorkest
- 1964 Double concerto, voor twee violen en harmonieorkest
- 1965 Concert Piece
- 1965 Serious Song
- 1984 Antiphonal fanfares

### Werken voor koor
- 1967 A Cradle Song from "Songs of Innocence", voor gemengd koor en orgel - tekst: William Blake
- Allas, myn hertes queene, voor mannenkoor - tekst: Geoffrey Chaucer

### Vocale muziek
- 1958 Four fragments from the "Canterbury Tales", voor sopraan, fluit, klarinet en klavecimbel - tekst: Geoffrey Chaucer
  1. Prologue
  2. A knyght
  3. A yong squier
  4. The wyf of biside Bathe
- 1969 Petit concert, voor mezzo-sopraan, viool, hobo en klavecimbel
- 1969 The mistress of Bernal Francés, Spaanse ballade voor solozang en piano - tekst: W. S. Merwin
- 1972 A Whitman's birthday broadcast with static, voor zang en piano - tekst: Frank O'Hara
- Early mornings, 4 liederen voor sopraan en piano - tekst: May Swenson
  1. By Morning
  2. At Breakfast
  3. Early Morning: Cape Cod
  4. The Exchange
- Fragments G, voor solozang en instrumentaal-ensemble
- In Praise of Diplomacy and Common Sense, voor mezzo-sopraan en instrumentaal-ensemble

### Kamermuziek
- 1950 Strijkkwartet Nr. 1
- 1955 Strijkkwartet Nr. 2 "Pastorale"
- 1968 Duo, voor altviool en piano
- 1969-1970 Panels I pour 11 instruments (fluit, saxofoon, elektrisch piano, elektrisch orgel, elektrisch gitaar, viool, altviool, cello)
- 1972 Panels II, voor fluit, klarinet (soms: 2 klarinetten), trompet, trombone, elektrische gitaar, 2 altviolen, cello, contrabas (soms: 2 contrabassen), slagwerk (2 spelers)
- 1975 Strijkkwartet Nr. 3 - Panels V
- 1976 Serenade - Panels VII, voor altviool en piano
- Panels III, voor zes spelers (klavecimbel, harp, slagwerk, viool, altviool, cello)

### Werken voor slagwerk
- 1975 Quadraphonics - Panels VI, voor slagwerk-kwartet

## Publicaties
- Lester Albert Trimble, Irving Lowens, Donald C. Johns, John S. Weissmann: Current Chronicle in: The Musical Quarterly, Vol. 43, No. 1 (Jan., 1957), pp. 90-110